# قاضی جلیس
عبدالعزیز بن حسین اغلبی شهرت‌یافتهٔ فراگیر به قاضیِ جلیس (به‌معنای: نشسته؛ به‌خاطر «مجالست/هم‌نشینی»هایش با خلفای فاطمی) (نسب: عبدالعزیز بن حسین بن حَباب أغلبی سَعدی تمیمی) (۱۰۱۹ - ۱۱۶۵م) قاضی، نویسنده، ادیب و شاعر مصری سیسیلی‌تبار بود.